# Цветан Богданов
Вижте пояснителната страница за други личности с името Богданов.
Цветан Богданов Колев е български художник (сценограф, илюстратор, акварелист, график).

## Биография
Роден е на 25 март 1923 година в село Байлово в семейството на Богдан и Ненка Колеви като единствено тяхно дете. Детските и юношеските си години прекарва сред красивата природа на Байлово, изучавайки бита и традициите му. Основно образование получава в родното си село.
Отбива военната си служба в Пирот в периода 1942 – 1945 г. В преломните последни години на Втората световна война е мобилизиран в състава на Първа българска армия под командването на генерал Владимир Стойчев, с която участва в известните Белградска операция и Балатонска операция.
След завръщането си от фронта (1945) продължава образованието си във вечерната гимназия „Отец Паисий“ в София (на ул. „Дунав“), която успешно завършва през 1950 г.
През 1957 г. завършва Националната художествена академия в София, специалност „Сценография“. Негови преподаватели в академията са професорите Дечко Узунов, Иван Пенков и Георги Каракашев. За тема на дипломната си работа избира сценографското решение и костюмите за драматизацията по повестта „Гераците“ на Елин Пелин.
След завършване на академията работи в ателието на Дeчко Узунов и в театър „Сълза и смях“. През 1960 г. постъпва на постоянна работа в Националния институт за опазване на паметниците на културата.
След тежка злополука – ударен от автобус от негов съселянин, от която не успява да се възстанови, умира на 8 юли 1992 г. Не е женен и няма наследници.

## Творчество
Дълъг период от време с професионализъм и усърдие се занимава с реставриране на фрески и мозайки най-напред в централните софийски храмове (включително и в Храм-паметник „Свети Александър Невски“), а след това по манастирите и църквите из цяла България. Работил е като реставратор в Рилския манастир (по Хрельовата кула), в Кремиковския манастир, в Бачковския манастир (по Костницата), в Преображенския манастир, в Регионалния етнографски музей в Пловдив, в пещерата „Магура“ и по реставрацията на праисторическите находки в село Иваново, област Русе.
През 1959 г. изписва „Самоковската порта“ в Самоков. По-късно пак в Самоков след спечелване на конкурс изгражда и изписва „Чадър чешма“ при джамията. Известно време е художник-декоратор в театър „Сълза и смях“.
През годините рисува илюстрации по български народни приказки, графични листове, акварелни пейзажи, алафранги, натюрморти и др.